# Calanthe tahitensis
Calanthe tahitensis är en orkidéart som beskrevs av Jean Nadeaud. Calanthe tahitensis ingår i släktet Calanthe och familjen orkidéer. Inga underarter finns listade i Catalogue of Life.